# Peter McEvoy
Peter McEvoy OBE (Londen, 22 maart 1953 – 6 april 2025) was een amateurgolfer uit Engeland. Hij was later in zijn leven een golfbaanarchitect en -administrateur.
McEvoy overleed in april 2025 op 72-jarige leeftijd.

## Successen
McEvoy heeft een paar opmerkelijke successen geboekt. 
- In 1977 en 1978 won hij het Brits Amateur Kampioenschap
- In 1978 was hij de eerste en tot 2004 enige Britse amateur die de cut bij de Masters haalde.

## Teams
De belangrijkste evenementen waar McEvoy zijn land vertegenwoordigde, zijn:
- Walker Cup: 1977, 1979, 1981, 1985, 1989, en als captain in 1999 (winnaars), 2001 {winnaars)
- Eisenhower Trophy: 1978, 1980, 1984, 1986, 1988 (winnaars, ook individueel), 1998 (captain), 2000, 2002
- St Andrews Trophy: 1978, 1980, 1982, 1984, 1986, 1988, 2000 (captain)

## Boek
- Peter McEvoy: For Love or Money; HarperSport, 2006; ISBN 978-0-00-720917-0.